# ثابت بی دررو
ثابت بی دررو (به انگلیسی: Adiabatic invariant) ویژگی یا خصیصه‌ای از یک سامانه فیزیکی است، که با تغییرات تدریجی شرایط دیگر بدون تغییر باقی می‌ماند.
در ترمودینامیک، فرایند بی در رو بدون انتقال گرما از محیط به سامانه یا برعکس رخ می‌دهدو سامانه بدون انتقال گرما تدریجاً و به آهستگی به حالتی نهایی می‌رسد. توجه شود که در فرایند بی‌دررو تمام مراحلی که سامانه تا به رسیدن به حالت نهایی از آن‌هاگذار می‌کند حالت پایدار محسوب می‌شوند. در این شرایط مقدار آنتروپی که مقیاسی برای آشفتگی سامانه است ثابت می‌ماند.
در مکانیک، فرایند بی دررو به تغییر تدریجی هامیلتونی گفته می‌شود، هنگامی که نرخ نسبی تغییرات جزئی در انرژی بسیار کمتر از مقدار فرکانس زاویه‌ای سامانه است. در اینجا سطح محدود شده با حرکات مختلف در فضای فاز ثابت بی دررو است.
در مکانیک کوانتوم، یک تغییر بی دررو هنگامی رخ می‌دهد که تغییرات ایجاد شده در سامانه بسیار آهسته‌تر از تغییر لازم برای‌گذار در فرکانس بین حالتهای ویژه باشد. در این وضعیت بین ترازهای انرژی هیچ گونه جهشی وجود ندارد، به‌طوری‌که عدد کوانتومی یک ثابت بی دررو است.
در تبیین نظریۀ ابتدایی کوانتوم اعداد کوانتومی یک سامانه با ثابت بی درو کلاسیک خود برابر بودند که قاعده یا اصل کوانتش بور-زومرفیلد را تعریف می‌کرد: عدد کوانتومی سطح محصور فضای فازدر مدار گردش کلاسیک است.

## ترمودینامیک
در ترمودینامیک، تغییرات بی دررو آن‌هایی هستند که موجب تغییر در آنتروپی سامانه نمی‌شوند. این تغییرات به آهستگی روی می‌دهند واگر انتقال گرمایی رخ دهد تنها بین اجسام همدما در تعادل گرمایی صورت می‌پذیرد. برای یک سامانهٔ بسته هیچگونه تبادل گرمایی بین محیط و سامانه رخ نمی‌دهد.

### انبساط بی دررو یکگاز ایده‌آل(آرمانی یا کامل)
اگر محتوای یک گاز ایده‌آل ناگهانی منبسط شود، دمای آن بلافاصله بعد از انبساط دچار تغییرات نمی‌شود، به این دلیل که کلاً توزیع سرعت‌های مولکولی گاز که با دمای گاز رابطه مستقیم دارد حفظ می‌شود، فقط حجم گاز در فضای بازتری گسترده می‌شود. حال اگر همین گاز به آهستگی منبسط شود طوری‌که قانون گاز کامل هنوز در هر مقطع زمانی برای گاز معتبر بماند، گاز در حال انبساط با انجام کار بر روی سطوح محدودکننده سامانه یا دیواره‌ها انرژی از دست داده که برابر با کار انجام شده توسط گاز است، یعنی حاصلضرب مقدار سطوح دیوارها در جابجایی خطی دیواره‌ها در فشار داخلی گاز که معادل است با فشار لحظه‌ای گاز در افزایش حجم.
{\displaystyle dW=PdV={Nk_{B}T \over V}dV}
اگر هیچ گرمایی به گاز منتقل نشود یا از آن خارج نشود، انرژی مولکول‌های گاز هم به همین مقدار کاهش می‌یابد. مطابق تعریف گاز ایده‌آل گازیست که دمای آن تنها تابع انرژی داخلی برای هر ذره آن باشد و نه حجم کل گاز:
{\displaystyle dT={1 \over NC_{v}}dE}
در رابطه قبل {\displaystyle C_{v}} ظرفیت گرمایی ویژه گاز در حجم ثابت. هنگامی که تغییرات در انرژی نهایتاً منجر به کار بر روی دیواره‌ها می‌شود، تغییر در دما از رابطه زیر به دست می‌آید:
{\displaystyle NC_{v}dT=-dW=-{N{k_{B}}T \over V}dV}
این رابطه یک معادله دیفرانسیل بین تغییرات دما و حجم را نشان می‌دهد، که می‌توان با انتگرال‌گیری از آن یه جواب یا جوابهایی برای ثابت بی دررو رسید. در اینجا ثابت {\displaystyle k_{B}} موسوم به ثابت بولتزمان است که می‌تواند به عنوان یک یکای بنیادی در فیزیک برابر با یک در نظر گرفته شود که به معادله زیر منجر می‌شود.
{\displaystyle \,d(C_{v}N\ln T)=-d(N\ln V)}
این معادله نشان می‌دهد که کمیت زیر در طی فرایند بدون تغییر می‌ماند:
{\displaystyle \,C_{v}N\ln T+N\ln V}
و این کمیت با اندکی ملاحظات همان آنتروپی سامانه گاز ایده‌آل را با رابطه زیر توصیف می‌کند.
{\displaystyle \,S=C_{v}N\ln T+N\ln V-N\ln N=N\ln(T^{C_{v}}V/N)}
حضور جمله N lnN در معادله باعث می‌شود که آنتروپی قابلیت جمع‌پذیری پیدا کند و مثلاً آنتروپی دوحجم از گاز معادل مجموع آنتروپی‌های تک تک آن‌ها باشد.
از دید گاه مولکولی یا میکروسکپیک، آنتروپی سامانه گاز ایده ال با انرژی (E(T و حجم V عبارت است از لگاریتم تعداد کل حالتهای ممکن برای تقسیم انرژی مولکولی گاز. برای یک گاز ایده‌آل تک اتمی می‌توان به سادگی این انرژی را به صورت رابطه کلاسیک زیر نوشت.
{\displaystyle E={1 \over 2m}\sum _{k}p_{k1}^{2}+p_{k2}^{2}+p_{k3}^{2}}
که در آن p تکانه خطی مولکول‌های گاز و شاخص‌ها ۱، ۲ و ۳ جهات اصلی فضا یا به عبارت فنی‌تر درجات آزادی هر مولکول گاز را نشان می‌دهد. تعداد کل حالتهایی که مولکول‌های گاز ایده ال با انرژی E می‌تواند داشته باشد را می‌توان در کره‌ای با شعاع {\displaystyle \scriptstyle {\sqrt {2mE}}} محصور کرد. حجم این کره تقریب مناسبی از تعداد حالتهاست که با افزایش تعداد مولکول‌های گاز دقیقتر می‌شود.
{\displaystyle {2\pi ^{3N/2}(2mE)^{{3N-1} \over 2}} \over {\Gamma (3N/2)}}
که در آن {\displaystyle \Gamma } همان تابع معروف گاما ریاضی است. با این ملاحظه که مولکول‌های گاز می‌توانند در هر نقطه از حجم V قرار بگیرند و بنابراین تعداد حالتها به صورت زیر افزایش می‌یابد:
{\displaystyle {2\pi ^{3N/2}(2mE)^{{3N-1} \over 2}}V^{N} \over {\Gamma (3N/2)}}
البته N مولکول گاز غیرقابل تفکیک هستند که با تقسیم بر تعداد جایگشت برای N مولکول به صورت {\displaystyle N!=\Gamma (N+1)} و با کمک تقریب استرلینگ نهایتاً به رابطه‌ای برای آنتروپی به صورت زیر می‌رسیم:
{\displaystyle S=N{\big (}3/2ln(E)-3/2ln(3N/2)+ln(V)-ln(N){\big )}}
{\displaystyle =N{\big (}3/2ln(\scriptstyle {\frac {2}{3}}\displaystyle E/N)+ln(V/N){\big )}}
با این توجه که ظرفیت گرمایی ویژه برای گاز تک اتمی معادل ۳/۲ است، این رابطه معادل ترمودینامیکی آنتروپی را برای ثابت بی در رو گاز ایده‌آل با انرژی E نشان می‌دهد.

### قانون وین-گسترش بی دررو جعبه نور
برای یک جعبه یا محفظه بسته تابش، صرفنظر از فیزیک کوانتوم، با این پیش‌فرض که انرژی میدان کلاسیک در حالت تعادل گرمایی بی‌نهایت است، بر اساس اصل کلاسیک تقسیم مساوی انرژی بین مدهای متفاوت میدان که تعداد آن‌ها نیز بی‌نهایت است می‌توان به این نتیجهٔ مضحک رسید که انرژی به مرور زمان با گسترش جعبه به فرکانس‌های پایینتر نشت می‌کند! این مسئله که به فاجعه فرابنفش در فیزیک کلاسیک معروف بود را می‌توان هنوز بدون در نظر گرفتن فیزیک کوانتوم تنها از دیدگاه ترمودینامیکی تقسیم انرژی مورد بحث قرار داد، چرا که با در نظر گرفتن تأثیر ثابت بی دررو در فرایند تقسیم انرژی نسبت آن‌ها برای مدهای متفاوت به صورت دیگری نوشته خواهد شد.
به هنگام گسترش تدریجی جعبه به سمت بیرون فرکانس نور بازگشته از دیواره‌های جعبه را می‌توان با کمک جابجایی دوپلر محاسبه کرد. اگر دیواره‌ها جابجا نشوند فرکانس بازگشتی برابر با فرکانس دریافتی است در حالی که هنگام گسترش آهسته دیواره فرکانس در یافتی با دو برابر فاکتور v/cبه سمت قرمز طیف جابجا می‌شود:
{\displaystyle \Delta f={2v \over c}f}
از آنجا که حرکت دیواره‌ها به سمت بیرون هم‌زمان با کاهش انرژی تابشی ناشی از این واقعیت است که فشار تابشی بر روی دیوارها برای دور شدن کار انجام می‌دهد، می‌توان چنین تحلیل کرد که به دلیل بازتابش از روی دیواره‌ها فشار وارده برابر است با دو برابر تکانه منتقل شده وسیله نور که معادل است با E/c. بنابراین نرخ تغییرات انرژی یا کار انجام شده با ضرب کردن سرعت گسترش در این مقدار بدست می‌آید:
{\displaystyle \,\Delta E=v{2E \over c}}
این به معنی آنست که تغییر فرکانس نور و در نتیجه تغییر انرژی آن معادل با کار انجام شده توسط فشار تابشی برای گسترش دیواره هاست و تناسب زیر برقرار است:
{\displaystyle {\Delta f \over f}={\Delta E \over E}}
اگر چه تغییر تدریجی دیواره‌ها نباید تغییری در توزیع آماری انرژی حاصل کند، با اینحال احتمال اینکه نور با فرکانس f در این توزیع دارای انرژی E باشد باید تنها تابعی از E/f باشد.
تابعی که این احتمال را مشخص می‌کند نمی‌تواند تنها با کمک قوانین ترمودینامیکی استخراج شود و شکل قانون وین تنها برای فرکانس‌های بالا معتبر است. او چنین فرض کرد که انرژی میانگین برای مدهای فرکانس بالا تحت تأثیر یک پیش فاکتور شبه- بولتزمان تضعیف می‌شوند. این مقدار در اصل کلاسیک تقسیم مساوی انرژی برای مدها که با {\displaystyle 1/2\beta } بیان می‌شود با یک فرض توجیه نشده که با داده‌ها توافق دارد به صورت زیر است:
{\displaystyle \,\langle E_{f}\rangle =e^{-\beta hf}}
هنگامیکه مقدار چشمداشتی بر مقادیر مدها در کاواک اضافه شود به نام توزیع یا تقریب وین شناخته می‌شود که توزیع ترمودینامیکی انرژی را در مدهای مختلف برای یک گاز فوتون توصیف می‌کند. این توزیع به‌طور ضمنی فرض می‌کند که نور از نظر آماری از بسته‌های تشکیل شده که فرکانس و انرژی آن‌ها با وضعیت مشابهی تغییر می‌کند. به این ترتیب آنتروپی اصطلاحاً گاز وین با مقیاس حجم به توان تعداد بسته‌ها تراز می‌شود.
این نتیجه اینشتین را راهنمایی کرد تا بتواند پیش‌بینی کند که نور از ذراتی با قابلیت مشخص کردن مکانی و با انرژی متناسب با فرکانس بنام فوتون تشکیل یافته و از اینجا آنتروپی گاز وین می‌تواند توصیفی آماری از تعداد وضعیتهای ممکن که فوتون‌ها در آن قرار می‌گیرند ارائه دهد.

## مکانیک کلاسیک-عملگرهای متغیّر
فرض کنیم که هامیلتونی به تدریج با زمان تغییر می‌کند، مثلاً در مورد نوسانگر هماهنگ یک بعدی با تغییر در فرکانس زاویه ای:
{\displaystyle H_{t}(p,x)={p^{2} \over 2m}+{m\omega (t)^{2}x^{2} \over 2}\,}
عملگر زاویه‌ای J در یک مدار کلاسیک از نظر مقدارمعادل است با سطح محصور شده توسط مدار در فضای فاز. اگرچه عملگر J با یک انتگرال روی یک دور کامل توصیف می‌شود، با اینحال تابعی فقط از انرژی سامانه است:
{\displaystyle J=\int _{0}^{T}p(t){dx \over dt}dt\,}
هنگامیکه هامیلتونی با زمان تغییر نکند و عملگر J هم با زمان ثابت بماند متغیر متعارف وابستهٔ {\displaystyle \theta } با آهنگ یکنواختی افزایش می‌یابد:
{\displaystyle {d\theta  \over dt}={\partial H \over \partial J}=H'(J)\,}
بنابراین {\displaystyle H'} به عنوان تابعی از J که با زمان تغییر نمی‌کند معیاری برای تغییرات زمانی کمیت {\displaystyle \theta }  در طول مسیر کلاسیک است و رابطه بالا که نهایتاً به مشتق‌گیری پاره‌ای {\displaystyle H} نسبت به J تحویل شده این موضوع را تأیید می‌کند. می‌توان با مشتق‌گیری انتگرال J نسبت به خودش  {\displaystyle H'} را تثبیت کرد:
{\displaystyle H':}
{\displaystyle {dJ \over dJ}=1=\int _{0}^{T}{\bigg (}{\partial p \over \partial J}{dx \over dt}+p{\partial  \over \partial J}{dx \over dt}{\bigg )}dt=H'\int _{0}^{T}{\bigg (}{\partial p \over \partial J}{\partial x \over \partial \theta }-{\partial p \over \partial \theta }{\partial x \over \partial J}{\bigg )}dt\,}
انتگرال ده بنام کروشه پواسون از متغیرهای x و p معروف است. کروشه پواسون هر جفت کمیت همیوغ بُندادی
مانند x و p در هر دستگاه مختصات بُندادی معادل ۱ است؛ بنابراین:
{\displaystyle 1=H'\int _{0}^{T}\{x,p\}dt=H'T\,}
و در نتیجه {\displaystyle H'} معکوس دوره تناوب است به این معنی که {\displaystyle \theta } به عنوان متغیر زاویه‌ای در طول زمان تناوب برای هر مقداری از J با آهنگ ثابتی معادل فرکانس سامانه افزایش می‌یابد.
ثابت بی دررو عملگر J
هامیلتونی را می‌توان تابعی از تنها یک متغیر J دانست و در حالت ساده نوسانگر همساز رابطه زیر برقرار است:
{\displaystyle \,H=\omega J\,}
پس هنگامیکه H تابعیت زمانی نداشته باشد مقدار عملگر J با زمان تغییر نمی‌کند. با تغییر H به آهستگی در زمان تغییرات J هم از طریق انتگرال زیر قابل محاسبه است:
{\displaystyle J=\int _{0}^{2\pi }p{\partial x \over \partial \theta }d\theta \,}
مشتق زمانی این کمیت معادل است با:
{\displaystyle {dJ \over dt}=\int _{0}^{2\pi }{\bigg (}{dp \over dt}{\partial x \over \partial \theta }+p{d \over dt}{\partial x \over \partial \theta }{\bigg )}d\theta \,}
با جایگزینی تغییرات نسبی در کمیت {\displaystyle \theta } به جای تغییر نسبت به زمان به رابطه زیر می‌رسیم:
{\displaystyle {dJ \over dt}=\int _{0}^{2\pi }{\bigg (}{\partial p \over \partial \theta }{\partial x \over \partial \theta }+p{\partial  \over \partial \theta }{\partial x \over \partial \theta }{\bigg )}d\theta \,}
اگر در طول زمان تناوب بتوان از تغییرات {\displaystyle \theta } به عنوان مختصهٔ J چشمپوشی کرد می‌توان حاصل انتگرال فوق را معادل صفر دانست و این به معنی آن است که برای تغییرات با آهنگ آرام تغییر قابل ملاحظه‌ای در سطح محصور وسیله مدار حاصل نمی‌گردد.
این خلاصه تئوری ثابت بی دررو برای عملگرهای متغیر بود. برای نوسانگر همساز سطح محدود شده در فضای فاز در مداری با انرژی E معادل با سطح بیضی با انرژی ثابت است:
{\displaystyle E={p^{2} \over 2m}+{m\omega ^{2}x^{2} \over 2}\,}
اندازه نیم محور برای مختصه x در این بیضی معادل است با {\displaystyle \scriptstyle {\sqrt {2E/\omega ^{2}m}}} در حالیکه همین کمیت برای مختصه p با {\displaystyle \scriptstyle {\sqrt {2mE}}} مشخص می‌شود. سطح این بیضی از حاصلضرب دو کمیت اخیر در عدد {\displaystyle \pi } مقداری معادل {\displaystyle 2\pi E/\omega } دارد که مثلاً اگر نوسانگر به آهستگی به نوسان در آید هنگام تغییر تدریجی در فرکانس انرژی هم با مقدار متناسبی تغییر می‌کند.

## نظریهٔ ابتدایی کوانتوم
پس از اینکه پلانک نشان داد که تابع توزیع وین می‌تواند برای همه فرکانس‌ها با روش برون یابی حتی برای پایینترین آن‌ها با اصل کلاسیک تقسیم مساوی انرژی گسترش یابد، فیزیکدانان بر این شدند تا رفتار سامانه‌ها را از دیدگاه کوانتومی بازبینی کنند.
قانون تابش پلانک انرژی حرکتی نوسانگر را متناسب با فرکانس کوانتیده می‌کند، که با رابطه زیر نشان داده می‌شود:
{\displaystyle E=hf=\hbar \omega \,}
این یک کوانتش موجه است. کوانتوم می‌تواند به انرژی (یا فرکانس) برای ثابت بی دررو بستگی داشته باشد، اگر چه انرژی باید جمع پذیر باشد هنگامیکه بسته‌های آن پشت سر هم قرار بگیرند ترازهای انرژی بایستی با فواصل مساوی تقسیم شده باشند.
اینشتین پس از دبای حوزه عملکرد دانش کوانتوم را با توضیح مدهای ارتعاشی در مدل جامد اینشتین گسترش داد. این مدل توضیح می‌دهد که چرا ظرفیت گرمایی ویژه در جامدات با کاهش دما به سمت صفر میل می‌کند به جای اینکه در مقدار پیش‌بینی شده {\displaystyle 3k_{B}} به کمک اصل کلاسیک تقسیم مساوی انرژی ثابت بماند.
در کنفرانس سلوی این سؤال که آیا بقیه حرکت‌ها هم کوانتیده هستند مطرح شد که در پیرامون این بحث لورنتز به یک مشکل اشاره کرد. اگر شما بتوانید یک آونگ کوانتومی را توصیف کنید که ریسمان متصل به آن به آرامی کوتاه می‌شود، اعدد کوانتومی مربوط به این آونگ نمی‌توانند تغییر کنند به این دلیل که در هیچ نقطه‌ای فرکانسی به قدر کافی بالا برای ایجاد جهش بین حالتها موجود نیست. از طرف دیگر با تغییر طول ریسمان فرکانس آونگ هم تغییر می‌کند و به این ترتیب با تغییر وضعیتهای کوانتومی انرژی هم دچار تغییر می‌شود!
اینشتین پاسخ داد برای حالتی که به آهستگی ریسمان کوتاه می‌شود هم فرکانس و هم انرژی آونگ تغییر می‌کنند ولی نسبت آن‌ها ثابت می‌ماند. این وضعیت مشابه رفتار گاز فوتون وین است که با حرکت آهستهٔ دیواره نسبت انرژی به فرکانس در موج بازتابیده ثابت می‌ماند.نتیجه آنکه مقادیر کوانتیده شده به کوانتش‌ها باید ثابت بی دررو باشند.
بعدها زومرفلد با گسترش این گونه مباحث به تئوری جدیدی دست یافت: عدد کوانتومی یک سامانه مکانیکی دلخواه با عملگر متغیر بی دررو داده می‌شود. با توجه به اینکه عملگر متغیر در یک نوسانگر همساز یک عدد صحیح است، معادله عمومی چنین است:
{\displaystyle \int pdq=nh\,}
این اساس و مبنای تئوری کوانتوم ابتدایی است که قادر به پیشگویی رفتار سامانه‌ها در مقیاس اتمی بود. این نظریه برای اعداد کوانتومی کوچک غیر دقیق بود از آنجا که از ترکیب اصول مکانیک کلاسیک با فرضیات کوانتوم پدید آمده بود، در عین حال نیمه راهی از گامی به سوی نظریه کوانتوم جدید محسوب می‌شد.

## فیزیک پلاسما
این بخش به عنوان بخش نهایی و تکمیلی در این بحث از این جهت آورده می‌شود که خواننده در نظر داشته باشد این امکان وجود دارد که در یک سامانه فیزیکی به‌طور هم‌زمان چند ثابت بی درو وجود داشته باشند. در فیزیک پلاسما در بحث حرکت ذرات باردار از سه کمیت زیر به عنوان ثابت بی دررو می‌توان یاد کرد.

### نخستین ثابت بی دررو گشتاور مغناطیسیμ{\displaystyle \mu }
گشتاور مغناطیسی یک ذره چرخنده باردار در سیکلوترون تحت تأثیر میدان مغناطیسی {\displaystyle B} با فرکانس گردش {\displaystyle {\omega _{c}}} معادل است با:
{\displaystyle \mu ={\frac {mv_{\perp }^{2}}{2B}}}
که در آن {\displaystyle {v_{\perp }}} مؤلفه سرعت عمود بر راستای میدان مغناطیسی و {\displaystyle m} جرم ذره است. این کمیت برای هر گونه تغییر مربوط به برخورد یا تغییرات عمقی یا لحظه‌ای میدان مغناطیسی که با نرخ {\displaystyle \omega }  بیان می‌شوند می‌تواند برای هر درجه از بسط نسبت به جمله {\displaystyle \omega /\omega _{c}} یک ثابت حرکتی در نظر گرفته شود. متعاقباً گشتاور مغناطیسی حتی برای تغییراتی که نرخ آن‌ها نزدیک به {\displaystyle {\omega _{c}}} است ثابت می‌ماند. با ثابت ماندن گشتاور مغناطیسی {\displaystyle \mu } انرژی جنبشی عمود بر راستای میدان متناسب با میدان {\displaystyle B} است که با افزایش کمیت اخیر می‌توان دمای ذرات پلاسما را بالا برد، البته به این دلیل که افزایش نمی‌تواند به‌طور نامحدود ادامه پیدا کند آن را تنها باید یک اثر یک طرفه یا یکسو روی ذرات پلاسما دانست که در بازتابنده‌های مغناطیسی و بطری‌های مغناطیسی کاربرد دارد.
با اینحال چند مورد مهم وجود دارند که در آن‌ها گشتاور مغناطیسی ثابت نمی‌ماند:
- پمپاژ مغناطیسی:[۱۴] اگر فرکانس برخورد از فرکانس پمپ بالاتر باشد کمیت گشتاور مغناطیسی دیگر ثابت نمی‌ماند. به ویژه در نتیجه برخوردها مقداری از انرژی در راستای عمودی به انرژی موازی با میدان منتقل می‌شود که باعث داغ شدن درات پلاسما می‌شود.
- داغ شدن سیکلوترون:[۱۵] اگر میدان مغناطیسی متناوباً تغییر کند، موقعیت مغلوب برای ثابت بی دررو پیش می‌آید و گرم شدن سیکلوترون امکان‌پذیر است. به ویژه اگر فاز میدان الکتریکی متناوباً با برخی ذرات گردش کند وآن‌ها مداوماً راشتاب دهد.
- نوک هلال‌های مغناطیسی:[۱۶] میدان مغناطیسی در مرکز هلال یا خمیدگی ناپدید می‌شود و به‌طور خودکار فرکانس چرخشی سیکلوترون از آهنگ هر تغییر دیگری کوچکتر است؛ بنابراین در این وضعیت گشتاور مغناطیسی ثابت نمی‌ماند وذرات به راحتی درون مخروط گریز[۱۷] می‌افتند.

### دومین ثابت بی درروJ{\displaystyle J}
ثابت یا تغییرناپذیر طولی ذره‌ای که در دام یک بازتابنده مغناطیسی گیر افتاده به صورت زیر تعریف می‌شود:
{\displaystyle J=\int _{a}^{b}p_{\parallel }ds}
که انتگرال روی دو نقطه بازگشت گرفته می‌شود هم یک ثابت بی دررو است. این ایجاب می‌کند که به عنوان مثال ذره‌ای که روی مغناطیس‌سپهر بدور زمین حرکت می‌کند همواره بر روی خطوط نیرو جهت‌گیری کند.

### سومین ثابت بی درروΦ{\displaystyle \Phi }
کل شار مغناطیسی {\displaystyle \Phi } محدود شده با یک صفحه رانش سومین و آخرین ثابت بی دررو در این بحث است که با حرکت تناوبی ذرات گیر افتاده در بازتابنده مغناطیسی که به دور محور سامانه رانده شده‌اند مرتبط است. به دلیل آهسته بودن این حرکت مقدار {\displaystyle \Phi } عملاً ثابت نیست.